# Lontra (gen)
Lontra este un gen de vidre din Americi.

## Specii
Aceste specii au fost anterior incluse în genul Lutra, alături de vidra de râu (Lutra lutra), dar acum sunt plasate într-un gen separat, Lontra. Genul Lontra cuprinde patru specii extante și o specie fosilă cunoscută:

### Specii extante
| Imagine | Denumire științifică | Denumire comună             | Areal |
| ------- | -------------------- | --------------------------- | --- |
|         | Lontra canadensis    | Vidră americană             | America de Nord                                                                                            |
|         | Lontra felina        | Lutră de mare sud-americană | Coasta Americii de Sud, din Chimbote până pe Isla Grevy și apoi până pe Isla de los Estados⁠(en)[traduceți] |
|         | Lontra longicaudis   | Vidră cu coadă lungă        | Mexic, America Centrală, America de Sud și Trinidad și Tobago                                              |
|         | Lontra provocax      | Lutră chiliană              | Chile și Argentina                                                                                         |

### Specii extincte
| Denumire științifică         | Areal                    |
| ---------------------------- | ------------------------ |
| †Lontra weiri⁠(en)[traduceți] | America de Nord; Pliocen |